# Černoboh

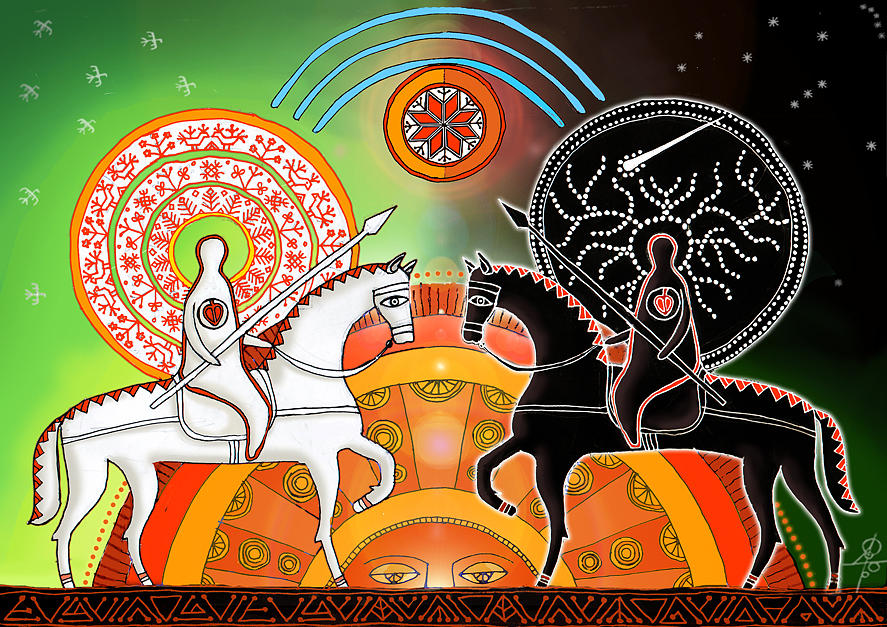
Den a noc (Bělboh a Černoboh) od Maxima Sukhareva, autorovo moderní ztvárnění slovanského dualismu

Černoboh, též Černobog (Zcerneboch, Cernebog, Crnobog, Zernebuch), bylo božstvo Polabských Slovanů zmiňované ve 12. století Helmoldem z Bosau. Ten o něm píše:
| „ | Slované mají také [jednu] zvláštní pověru: při hostinách a pitkách nechávají kolovat misku, nad níž pronášejí slova – a nemůžu říci, že slova posvěcení, nýbrž znesvěcení – ve jménu bohů dobrých i zlých, protože vyznávají že všechen zdar a štěstí řídí dobrý bůh, zlý bůh pak všechno neštěstí. Proto také zlého boha svým jazykem nazývají „ďábel“ či „Černoboh“, to jest černý bůh. | “ |

## Interpretace
Černoboh nejspíše nebyl konkrétním kmenovým božstvem, ale personifikovaná představa negativního aspektu osudu jedince. Jeho protikladem mohlo být hypotetické božstvo Bělboh (Bělbog). Víra v existenci Černoboha mohla vzniknout pod vlivem křesťanství a jeho opozice ďábla a Boha. Naďa Profantová uvádí i místní jména spojená s Černobohem, jistou horu ve Slezsku a istrijský hrad Cernohradus zmiňovaný již v roce 1102. Jméno lužické hory Czorneboh je až pozdějšího původu.
S Černobohem může být totožný bůh Tiarnaglofi (Černohlav) zmiňovaným v Knýtlinga sáze. Jeho socha se měla nacházet v Jasmundu na Rujáně. Mnoho autorů pokládá jména Černoboh a Černohlav za totožná vzhledem k jejich podobnosti, avšak nemusí tomu tak být. Jméno či přezdívka Černohlav mohla vzniknout na základě prosté skutečnosti, a to tou, že jeho socha mohla mít černou hlavu. Nic bližšího o tomto bohu není známo, pouze jen to, že měl zcela jistě válečnou funkci, obdobně jako všichni známí bohové Polabských Slovanů, tedy nic, co by ho nějakým způsobem přibližovalo k Černobohovi.

## Obětiště ve Skalsku
13. července 1852 sedlák Josef Kabeš na svém statku ve Skalsku, poblíž Mladé Boleslavi, kopal nový vchod do sklepa. Během kopání narazil na neznámou podzemní místnost. O nálezu se dozvěděl právě ve Skalsku pobývající amatérský archeolog Václav Krolmus a na místě nalezl kámen, na kterém četl v runovém písmu slovo Raksi. To spojil s indickým rakšásou a slovanským raráškem. Nalezl i další nápis, ale ten se mu nepodařilo rozluštit. Domnělou svatyni připsal polabskému božstvu Černobohovi a roku 1857 v Praze vydal brožurku Poslední božiště Černoboha s runami na Skalsku, v kraji Boleslavském, v Čechách. Nakonec rozluštil i další nápisy a vyložil je jako další zasvěcení, například i blízkovýchodnímu Baalovi.
Už v době vydání knihy existovaly pochybnosti o správném výkladu nálezu, ale za Krolmusova života, vzhledem k jeho stáří a zásluhám, se žádná kritika neobjevila. Roku 1865 vydal o božišti v Památkách archeologických článek František Xaver Josef Beneš, kde zpochybnil existenci run na kamenech a funkci sklepa jako božiště. Připustil však že mohlo jít o pohanské pohřebiště. Ve skutečnosti se jedná o sklep z 16. století, případně nanejvýše středověký.